# Jack Corliss
Pour les articles homonymes, voir Corliss.
John B. « Jack » Corliss, né en 1936, est un géologue et océanographe américain.
Les océanographes Jack Corliss et Jerry van Andel, à bord du submersible Alvin (de l'Institut océanographique de Woods Hole) piloté par Jack Donnelly, découvrent pour la première fois des sources hydrothermales à l'axe de la dorsale océanique des Îles Galápagos, le 17 février 1977,.

## Publications
- (en) John B. Corliss, John A. Baross et Sarah E. Hoffman, « An hypothesis concerning the relationship between submarine hot springs and the origin of life on Earth », Oceanologica Acta, vol. Proccedings 26th International Geological Congress, Geology of oceans symposium. Paris, July 7–17, 1980, no SP,‎ 1981, p. 59–69 (ISSN 0399-1784, lire en ligne)
- (en) John B. Corliss, Jack Dymond, Louis I. Gordon, John M. Edmond, Richard P. von Herzen, Robert D. Ballard, Kenneth Green, David Williams, Arnold Bainbridge, Kathy Crane et Tjeerd H. van Andel, « Submarine Thermal Springs on the Galápagos Rift », Science, vol. 203, no 4385,‎ 16 mars 1979, p. 1073-1083 (ISSN 0036-8075, DOI 10.1126/science.203.4385.1073, lire en ligne)
- (en) John B. Corliss, Mitchell Lyle, Jack Dymon et Kathy Crane, « The chemistry of hydrothermal mounds near the Galapagos Rift », Earth and Planetary Science Letters, vol. 40, no 1,‎ juin 1978, p. 12-24 (ISSN 0012-821X, DOI 10.1016/0012-821X(78)90070-5, lire en ligne)